# Snow Man 佐久間大介の待って、無理、しんどい、、
『Snow Man 佐久間大介の待って、無理、しんどい、、』（スノーマンさくまだいすけのまってむりしんどい）は、2022年4月9日から文化放送にて、毎週土曜20時から21時に放送中のラジオ番組。パーソナリティを務める佐久間大介（Snow Man）としては初の単独名義での冠番組となる。番組の略称は当初「待てムリ」だったが、2023年4月15日放送分より「マテムり」に変更となった。

## 概要
旧：ジャニーズ事務所所属タレントの中では屈指のアニメ・声優オタクとして知られる佐久間が、自らの近況だけでなく、好きなアニメやゲームの話題を繰り広げるとともに、自らのオタクとしての一面をリスナーに伝え共有していく番組。こうした番組の性質から、アイドルがパーソナリティを務める番組としては珍しく、文化放送のアニラジ番組枠である「文化放送A&Gゾーン」に属する番組としても扱われる。
佐久間は開始に当たって「アニメ大好きな僕が、オタクとして色んな方に共感してもらえるような番組にしていきたいと思っていますので、オタク友達のところに遊びに来た感覚で楽しんでもらいたいです」と意気込みを語っている。
番組では佐久間自身のトークだけでなく、リスナーからの投稿も受け付けるほか、アニメやゲームあるいは佐久間が興味があることにまつわるゲストも招いてトークを繰り広げることになっている。
オープニングテーマは汎用BGMを使っていたが、2025年1月25日放送回から1stベスト・アルバム『THE BEST 2020-2025』に収録されている佐久間のソロ曲「守りたい、その笑顔」を使っている。

## 主なコーナー
直撃!一問一答!
ゲスト回でのゲストに対する質問コーナー。一問一答形式で回答してもらい、その内容を深掘りしていく。
佐久間'sプレイリスト
リスナーとシェアしたい3曲を佐久間自身が厳選し、作成したプレイリストを発表する。
ヲタクの本音
毎回オタクにまつわるテーマを設け、リスナーから一定期間回答を募集する。
推し語り/注目アニメ語り
佐久間が今推したいものを紹介する。テレビアニメの新クールが始まる際には「注目アニメ語り」として佐久間が注目する新作アニメを紹介する。
リスナーの推し事
佐久間に薦めたい作品や推したい物事をリスナーが紹介する。
あー、しんどい、、
推しの尊みが溢れてしんどかった話のほか、日常のしんどかった話を募集する。
しんどみあふれるベスト3
2023年11月開始。リスナーがしんどくなってしまう事柄とそのベスト3を募集する。
テレビ東京ミュージックPresents ANISONG POWER PUSH
2024年4月開始、隔週放送。テレビ東京で放送されているテレビアニメの楽曲を紹介する。
開運!マテムり堂
リスナーからの悩みを佐久間が解決する相談コーナー。2025年1月4日放送回で一度行ったのが好評だったことから、同年4月よりレギュラー化。

## ゲスト

### 2022年
- 4月9日：寺島拓篤[5]
- 4月23日：梶裕貴[6]
- 5月7日：三森すずこ[7]
- 5月14日：深澤辰哉、阿部亮平、宮舘涼太…『Snow Manの素のまんま』収録後に飛び入り出演[8]。
- 5月21日：小野大輔[9]
- 6月4日：茅野愛衣[10]
- 6月18日：堀江由衣[11]
- 7月2日：星街すいせい…同月5日に誕生日を迎える佐久間宛のバースデーメッセージで出演[12]。
- 7月9日：小野友樹[13]
- 7月23日：森久保祥太郎[14]
- 8月6日：日笠陽子[15]
- 8月20日：蒼井翔太[16]
- 9月3日：内田雄馬[17]
- 9月17日：猪狩蒼弥（HiHi Jets）[18]
- 10月1日：小原好美[19]
- 10月15日：オーイシマサヨシ[20]
- 11月26日：浅沼晋太郎[21]
- 12月10日：宮田俊哉（Kis-My-Ft2）[22]
- 12月24日：ROLAND[23]

### 2023年
- 1月7日：小笠原仁[24]
- 1月21日：日高里菜[25]
- 2月4日：山下大輝[26]
- 2月18日：置鮎龍太郎[27]
- 3月4日：井口裕香[28]
- 3月18日：白石晴香[29]
- 4月1日：下野紘[30][31]
- 4月22日：Machico[32]
- 5月6日：天津向[33]
- 5月20日：ヒャダイン[34]
- 6月3日：内山昂輝…『山田くんとLv999の恋をする』を特集[35]。
- 6月17日：アヴちゃん（女王蜂）[36]
- 7月1日：三石琴乃[37]
- 7月8日：そまり百音（占い師）…誕生日企画として佐久間の運勢を占った[38]。
- 7月15日：三木眞一郎[39]
- 7月29日：阿澄佳奈[40]
- 8月12日：豊崎愛生[41]
- 8月26日：島﨑信長[42]
- 9月2日：松岡禎丞[43]
- 9月16日：中井和哉[44]
- 9月30日：鈴木このみ[45]
- 10月21日：津田健次郎[46]
- 11月18日：山口勝平[47]
- 12月2日：佐藤利奈[48]
- 12月16日：田島直弥（アイデンティティ）、R藤本[49]
- 12月30日：小野賢章[50]

### 2024年
- 1月13日：古川登志夫[51]
- 1月27日：名塚佳織[52]
- 2月3日：Aimer…佐久間出演の映画『マッチング』及びAimerによる同映画主題歌「800」についても特集[53]。
- 2月17日：小林裕介[54]
- 3月2日：南條愛乃[55]
- 3月16日：森川智之[56]
- 3月23日：内田英治、金子ノブアキ…『マッチング』の監督と影山剛役、サプライズ出演し同映画について語った[57]。
- 3月30日：松野太紀[58]
- 4月13日：寺島拓篤[59]
- 4月20日：浦和希…放送前日より公開の『劇場版ブルーロック -EPISODE 凪-』を特集[60]。
- 5月4日：長谷川育美[61]
- 5月18日：藤本侑里、上坂すみれ…放送翌週より公開の『ウマ娘 プリティーダービー 新時代の扉』を特集[62]。
- 6月1日：オーイシマサヨシ[63]
- 6月15日：内田雄馬…『WIND BREAKER』を特集[64]。
- 6月29日：小西克幸[65]
- 7月13日：M.S.S Project（あろまほっと、eoheoh）[66]
- 7月27日：緑川光[67]
- 8月10日：小林由美子…放送前日より公開の『クレヨンしんちゃん オラたちの恐竜日記』を特集[68]。
- 8月24日：天崎滉平[69]
- 8月31日：久保帯人[70]
- 9月14日：戸谷菊之介[71]
- 9月28日：赤坂アカ[72]
- 10月12日：天津飯大郎[73]
- 10月19日：深澤辰哉…公開収録を見学、そのまま飛び入りサプライズ出演[74]。
- 11月9日：下野紘[75]
- 11月23日：吉乃[76]
- 12月14日：田中真弓[77]
- 12月28日：市ノ瀬加那[78]

### 2025年
- 1月11日：小野賢章[79]
- 1月25日：オーイシマサヨシ[80]
- 2月8日：REAL AKIBA BOYZ（涼宮あつき、マロン）[81]
- 2月22日：井上和彦[82]
- 3月8日：伊東健人…放送前々週から公開の『ヒプノシスマイク-Division Rap Battle-』を特集[83]。
- 3月22日：山口智広[84]
- 3月29日：宮田俊哉（Kis-My-Ft2）[85]
- 4月19日：若山詩音[86]
- 4月26日：aiko[87]
- 5月10日：戸松遥[88]
- 5月24日：天月-あまつき-[89]
- 6月14日：甲斐田晴[90]
- 6月28日：花江夏樹[91]
- 7月10日：関智一[92]
- 7月26日：じん[93]
- 8月9日：HIMEHINA[94]
- 8月23日：豊永利行[95]
- 8月30日：阿座上洋平[96]

## イベント
第1回公開収録イベント
番組開始1周年記念として、2023年3月4日に都内某所にて第1部（4月1日放送分、ゲスト：下野紘）と第2部（4月8日放送分、ゲスト無し）の昼夜2公演で開催。
第2回公開収録イベント
2024年9月22日に都内某所にて第1部（10月12日放送分、ゲスト：天津飯大郎）と第2部（10月19日放送分、ゲスト無し）の昼夜2公演で開催。

## 放送時間
| 放送対象地域   | 放送局          | 放送時間             | 放送期間                      | 備考                 |
| -------------- | --------------- | -------------------- | ----------------------------- | -------------------- |
| 関東広域圏     | 文化放送（QR）  | 土曜日 20:00 - 21:00 | 2022年4月9日 -                | 制作局               |
| 岡山県         | RSK山陽放送     | 土曜日 20:00 - 21:00 | 2025年4月5日 -                | 文化放送と同時ネット |
| 山梨県         | 山梨放送（YBS） | 日曜日 11:00 - 12:00 | 2023年4月2日 - 9月24日        |                      |
| 山梨県         | 山梨放送（YBS） | 日曜日 21:00 - 21:59 | 2023年10月1日 -               |                      |
| 京都府・滋賀県 | KBS京都 KBS滋賀 | 木曜日 19:30 - 20:30 | 2024年10月3日 - 2025年3月27日 |                      |
| 京都府・滋賀県 | KBS京都 KBS滋賀 | 月曜日 19:00 - 20:00 | 2025年3月31日 -               |                      |

通常文化放送では2019年より土日のプロ野球ナイター中継の編成を取り止めている（文化放送ホームランナイターを参照）が、日本シリーズの中継は放送するため、その場合文化放送での本番組の放送は休止となる。2022年は後述の通り『あんさんぶるスターズ!!Radio』に関してのみA&G公式YouTubeチャンネルでアーカイブ配信を実施、2023年以降はネット局への裏送りで放送される。

## フロート番組

### あんさんぶるスターズ!!Radio
2022年8月6日より2023年7月29日まで毎回20時40分頃（山梨放送では2023年4月2日より7月30日まで11時40分頃）に放送された内包番組。ゲームアプリ『あんさんぶるスターズ!!』の魅力を紹介する番組で、パーソナリティとして同作品に出演している声優が複数出演した。

#### 各月のパーソナリティ
- 2022年8月：森久保祥太郎（Trickstar・遊木真役）、梶裕貴（同・衣更真緒役）[103]
- 2022年9月：細貝圭（UNDEAD・羽風薫役）、小野友樹（同・大神晃牙役）[104]
- 2022年10月1日〜15日：梅原裕一郎（紅月・蓮巳敬人役）、神永圭佑（同・神崎颯馬役）[105]
- 2022年11月5日：野島健児（Switch・逆先夏目役）、山本和臣（同・春川宙役）[106]

本来は10月22日・29日にも放送予定だったが、プロ野球日本シリーズ第1戦・第6戦中継のため『待てムリ』が放送休止になったことから、その代替としてA&G公式YouTubeチャンネルで本番組の1週間限定アーカイブ配信を行った。
- 2022年11月11日〜12月3日：土田玲央（Knights・朱桜司役）、浅沼晋太郎（同・月永レオ役）[109]
- 2022年12月10日〜31日：梶原岳人（ALKALOID・天城一彩役）、天﨑滉平（同・白鳥藍良役）[110]
- 2023年1月：江口拓也（fine・日々樹渉役）、橋本晃太朗（同・伏見弓弦役）[111]
- 2023年2月：海渡翼（Crazy:B・桜河こはく役）、山口智広（同・椎名ニキ役）[112]
- 2023年3月4日〜18日：鳥海浩輔（MaM/Double Face・三毛縞斑役）、西山宏太朗（流星隊・深海奏汰役）[113]
- 2023年3月25日〜4月15日：米内佑希（Ra*bits・仁兎なずな役）、高坂知也（同・紫之創役）[114]
- 2023年4月22日〜5月13日：中島ヨシキ（流星隊・南雲鉄虎役）、帆世雄一（同・守沢千秋役）[115]
- 2023年5月20日〜6月10日：逢坂良太（Eden・七種茨役）、内田雄馬（同・漣ジュン役）[116]
- 2023年6月17日〜7月2日：高橋広樹（Valkyrie・斎宮宗役）、大須賀純（同・影片みか役）[117]
- 2023年7月8日〜29日：斉藤壮馬（2wink・葵ひなた/葵ゆうた役）、西山宏太朗[118]